# Pehr Zetzell
Pehr Zetzell, född 4 september (gs) 1724 i Söderköping, död 22 juli 1802 på Kvissberg i Vinnerstads socken, var en svensk militärläkare.

## Biografi
Zetzell blev student vid Uppsala universitet 1744 och medicine doktor 1754. Därefter reste han 1755 utrikes, studerade nära ett år anatomi i Berlin och ägnade sig bland annat åt studiet av de franska fältsjukhusen. Han återkom 1757 och kallades samma år till förste fältmedikus vid svenska armén i Pommern, vid vilken befattning han kvarstod till krigets slut, 1762, och ansågs under denna period ha fullgjort sina åligganden utomordentligt.
Efter hemkomsten anställdes han som garnisonsmedikus i Stockholm, erhöll 1763 fullmakt som extra ordinarie assessor i Collegium medicum och var 1772-74 ordinarie assessor där. I kollegiet utarbetade han det, som särskilt rörde armén, och bidrog till att bereda 1774 års medicinalförfattningar. Den stora förmögenhet som han byggt upp använde han till inköp av lantegendomar i Östergötland och flyttade därför 1784 till Norrköping.
Zetzell utgav bland annat några meddelanden i Vetenskapsakademiens handlingar och invaldes 1756 i nämnda akademi, där han tog inträde 23 april 1757.